# 横田晃
横田 晃（よこた あきら、1941年 - ）は、日本の実業家。1964年関東学院大学工学部卒、1964年東京応化工業に入社。1985年東京応化工業取締役就任、1987年東京応化工業常務取締役就任、1995年科学技術庁長官賞科学技術功労者受賞、2000年東京応化工業代表取締役社長就任。2002年東京応化工業代表取締役会長就任。2004年相談役に就任し代表権のある会長を退任。

## 実績
- 1995年 - 科学技術庁長官賞科学技術功労者受賞
- 2000年 - 旧川崎工場跡地に本社を移転させ、新社屋を完成